# Lak (Borsod-Abaúj-Zemplén)
Lak es un pueblo ubicado en el distrito de Edelény, condado de Borsod-Abaúj-Zemplén, Hungría.

## Superficie
Posee una superficie de 19,76 kilómetros cuadrados.

## Demografía
Hasta 2022 la población era de 605 habitantes, con una densidad de población de 30,62 habitantes por kilómetro cuadrado.